# Emanuele Cicerelli
Emmanuele Pio Cicerelli (San Giovanni Rotondo, 12 agosto 1994) è un calciatore italiano, centrocampista o attaccante del Catania.

## Caratteristiche tecniche
Di ruolo ala sinistra, può giocare anche sulla fascia opposta e da mezzala. Bravo nei calci da fermo, dispone di buona tecnica e dribbling, oltre a essere molto veloce.

## Carriera
Manfredoniano, cresciuto nel settore giovanile del Foggia, nel 2012 passa al Barletta, con cui il 28 aprile 2013, nella partita vinta per 1-2 contro la Carrarese, segna la prima rete tra i professionisti. Il 12 agosto 2014 si trasferisce in prestito all'Aversa Normanna; il 2 febbraio 2015 viene ceduto fino al termine della stagione al Melfi. Il 7 agosto seguente viene tesserato dalla Paganese; dopo essersi messo in mostra con il club azzurro-stellato, l'11 settembre 2017 firma da svincolato con la Salernitana. Il 16 gennaio 2018 passa a titolo temporaneo al Pordenone; il 17 agosto viene ceduto, sempre in prestito, al Foggia, con cui nove giorni più tardi marca il primo gol in Serie B, nella vittoria ottenuta per 4-2 contro il Carpi. Al termine della stagione rientra alla Salernitana; il 31 gennaio 2020 viene acquistato a titolo definitivo dalla Lazio, che lo lascia in prestito al club campano.
Il 31 agosto 2021, si trasferisce in prestito al Frosinone.
Il 27 luglio 2022 viene ceduto in prestito alla Reggina.
Il 5 gennaio 2024 si trasferisce al Catania.
Il 27 luglio 2024 viene ceduto in prestito alla Ternana dove trova la migliore stagione realizzativa della sua lunga carriera, raggiungendo la doppia cifra di gol già nel mese di novembre per un totale di 19 reti segnate nella stagione regolare.

## Statistiche

### Presenze e reti nei club
Statistiche aggiornate al 7 giugno 2025.
| Stagione           | Squadra            | Campionato         | Campionato | Campionato | Coppe nazionali | Coppe nazionali | Coppe nazionali | Coppe continentali | Coppe continentali | Coppe continentali | Altre coppe | Altre coppe | Altre coppe | Totale | Totale |
| Stagione           | Squadra            | Comp               | Pres       | Reti       | Comp            | Pres            | Reti            | Comp               | Pres               | Reti               | Comp        | Pres        | Reti        | Pres   | Reti   |
| ------------------ | ------------------ | ------------------ | ---------- | ---------- | --------------- | --------------- | --------------- | ------------------ | ------------------ | ------------------ | ----------- | ----------- | ----------- | ------ | ------ |
| 2011-2012          | Foggia             | 1D                 | 0          | 0          | CI+CI-LP        | -               | -               | -                  | -                  | -                  | -           | -           | -           | 0      | 0      |
| 2012-2013          | Barletta           | 1D                 | 7+2        | 1+0        | CI+CI-LP        | 0+1             | 0               | -                  | -                  | -                  | -           | -           | -           | 10     | 1      |
| 2013-2014          | Barletta           | 1D                 | 26         | 2          | CI-LP           | 3               | 1               | -                  | -                  | -                  | -           | -           | -           | 29     | 3      |
| Totale Barletta    | Totale Barletta    | Totale Barletta    | 33+2       | 3          |                 | 4               | 1               |                    | -                  | -                  |             | -           | -           | 39     | 4      |
| 2014-feb. 2015     | Aversa Normanna    | LP                 | 18         | 2          | CI-LP           | -               | -               | -                  | -                  | -                  | -           | -           | -           | 18     | 2      |
| feb.-giu. 2015     | Melfi              | LP                 | 2          | 0          | CI-LP           | -               | -               | -                  | -                  | -                  | -           | -           | -           | 2      | 0      |
| 2015-2016          | Paganese           | LP                 | 27         | 2          | CI-LP           | -               | -               | -                  | -                  | -                  | -           | -           | -           | 27     | 2      |
| 2016-2017          | Paganese           | LP                 | 35+1       | 6+0        | CI-LP           | 2               | 0               | -                  | -                  | -                  | -           | -           | -           | 38     | 6      |
| Totale Paganese    | Totale Paganese    | Totale Paganese    | 62+1       | 8          |                 | 2               | 0               |                    | -                  | -                  |             | -           | -           | 65     | 8      |
| ago-dic. 2017      | Salernitana        | B                  | 3          | 0          | CI              | -               | -               | -                  | -                  | -                  | -           | -           | -           | 3      | 0      |
| gen.-giu. 2018     | Pordenone          | C                  | 10+1       | 0          | CI+CI-C         | -               | -               | -                  | -                  | -                  | -           | -           | -           | 11     | 0      |
| ago. 2018          | Salernitana        | B                  | -          | -          | CI              | 0               | 0               | -                  | -                  | -                  | -           | -           | -           | 0      | 0      |
| ago. 2018-2019     | Foggia             | B                  | 22         | 2          | CI              | -               | -               | -                  | -                  | -                  | -           | -           | -           | 22     | 2      |
| Totale Foggia      | Totale Foggia      | Totale Foggia      | 22         | 2          |                 | 0               | 0               |                    | -                  | -                  |             | -           | -           | 22     | 2      |
| 2019-2020          | Salernitana        | B                  | 28         | 0          | CI              | 1               | 0               | -                  | -                  | -                  | -           | -           | -           | 29     | 0      |
| 2020-2021          | Salernitana        | B                  | 29         | 2          | CI              | 2               | 1               | -                  | -                  | -                  | -           | -           | -           | 31     | 3      |
| Totale Salernitana | Totale Salernitana | Totale Salernitana | 60         | 2          |                 | 3               | 1               |                    | -                  | -                  |             | -           | -           | 63     | 3      |
| 2021-2022          | Frosinone          | B                  | 31         | 3          | CI              | -               | -               | -                  | -                  | -                  | -           | -           | -           | 31     | 3      |
| 2022-2023          | Reggina            | B                  | 29         | 0          | CI              | 1               | 0               | -                  | -                  | -                  | -           | -           | -           | 30     | 0      |
| 2023-gen. 2024     | Lazio              | A                  | -          | -          | CI              | -               | -               | UCL                | -                  | -                  | SI          | -           | -           | 0      | 0      |
| gen.-giu. 2024     | Catania            | C                  | 18+4       | 1+0        | CI-C            | 4               | 2               | -                  | -                  | -                  | -           | -           | -           | 26     | 3      |
| 2024-2025          | Ternana            | C                  | 37+6       | 19+0       | CI-C            | 1               | 0               | -                  | -                  | -                  | -           | -           | -           | 44     | 19     |
| Totale carriera    | Totale carriera    | Totale carriera    | 322+14     | 40         |                 | 15              | 4               |                    | 0                  | 0                  |             | 0           | 0           | 351    | 44     |

## Palmares
- Coppa Italia Serie C: 1

Catania: 2023-2024